# حبيل عري (حبيل جبر)

تعديل مصدري - تعديل

حبيل عري هي إحدى قرى عزلة حبيل جبر بمديرية حبيل جبر التابعة لمحافظة لحج، بلغ تعداد سكانها 15 نسمة حسب تعداد اليمن لعام 2004.